# Marc Denis
Pour les articles homonymes, voir Denis.
Marc Denis (né le 1er août 1977 à Montréal, dans la province de Québec au Canada) est un gardien de hockey professionnel dans la Ligue nationale de hockey (LNH) ayant pris sa retraite à la fin de la saison 2008-2009. Il est maintenant analyste au hockey des Canadiens de Montréal au Réseau des sports (RDS), où il travaille en tandem avec Pierre Houde.

## Carrière dans la LNH
Denis a été repêché par l'Avalanche du Colorado lors du repêchage d'entrée dans la LNH 1995, à la 25e position. Ce gardien de but a brièvement porté les couleurs de l'Avalanche au début de sa carrière avec seulement un total de 28 matchs en trois saisons avant de se joindre aux Blue Jackets de Columbus avec lesquels il commença réellement à jouer régulièrement.
Il a joué en Ligue américaine de hockey pour l'équipe affiliée des Capitals de Washington, les Bears de Hershey. Le 7 juin 2000, Denis a été transféré à Columbus contre un choix de deuxième ronde dans le repêchage d'entrée dans la LNH 2000 (Tomas Kurka). Pendant la saison 2002-2003 de la LNH, il a battu le record de la Ligue avec 4 511 minutes jouées en 77 matchs dans la saison. Le 30 juin 2006, il a été échangé au Lightning de Tampa Bay contre Fredrik Modin et Fredrik Norrena.
Le 3 juillet 2008, il signe un contrat d'un an avec les Canadiens de Montréal, mais est rétrogradé dans la ligue américaine à la fin du camp d'entrainement.
Pour la saison 2009-2010, il demeure un agent libre et est entraîneur des gardiens de but pour les Saguenéens de Chicoutimi. En 2010-2011, il ne reçoit que des offres à deux volets; ce type de contrat ne l'intéresse pas et il préfère prendre sa retraite.
Depuis le début de la saison 2011-2012, il est le nouvel analyste à RDS. En 2021, le premier ministre du Québec, François Legault, le nomme à la tête du Comité québécois sur le développement du hockey, qui sera en charge de réaliser un rapport sur l'état du hockey au Québec et de faire des recommandations. Le rapport sera déposé le 5 mai 2022. En janvier 2022, il est rencontré en entrevue pour le poste de directeur général des Canadiens de Montréal mais l'organisation lui préfère l'agent de joueurs Kent Hughes,.

## Récompenses
Ligue de hockey junior majeur du Québec
- Trophée Marcel-Robert (meilleurs résultats sportifs et scolaires) - 1996
- Trophée Jacques-Plante - 1997

## Statistiques
Pour les significations des abréviations, voir Statistiques du hockey sur glace..
| 1994-1995  | Saguenéens de Chicoutimi | LHJMQ      | 32  | 17  | 9   | 1  | - | 1 688  | 6  | 4  | 2  | 372   |
| 1995-1996  | Saguenéens de Chicoutimi | LHJMQ      | 51  | 23  | 21  | 4  | - | 2 895  | 16 | 8  | 8  | 957   |
| 1996-1997  | Saguenéens de Chicoutimi | LHJMQ      | 41  | 22  | 15  | 2  | - | 2 317  | 21 | 11 | 10 | 1 229 |
| 1996-1997  | Avalanche du Colorado    | LNH        | 1   | 0   | 1   | 0  | - | 60     | -  | -  | -  | -     |
| 1996-1997  | Bears de Hershey         | LAH        | -   | -   | -   | -  | - | -      | 4  | 1  | 0  | 56    |
| 1997-1998  | Bears de Hershey         | LAH        | 47  | 17  | 23  | 4  | - | 2 588  | 6  | 3  | 3  | 346   |
| 1998-1999  | Avalanche du Colorado    | LNH        | 4   | 1   | 1   | 1  | - | 217    | -  | -  | -  | -     |
| 1998-1999  | Bears de Hershey         | LAH        | 52  | 20  | 23  | 5  | - | 2 908  | 3  | 1  | 1  | 143   |
| 1999-2000  | Avalanche du Colorado    | LNH        | 23  | 9   | 8   | 3  | - | 1 203  | -  | -  | -  | -     |
| 2000-2001  | Blue Jackets de Columbus | LNH        | 32  | 6   | 20  | 4  | - | 1 830  | -  | -  | -  | -     |
| 2001-2002  | Blue Jackets de Columbus | LNH        | 42  | 9   | 24  | 5  | - | 2 335  | -  | -  | -  | -     |
| 2002-2003  | Blue Jackets de Columbus | LNH        | 77  | 27  | 41  | 8  | - | 4 511  | -  | -  | -  | -     |
| 2003-2004  | Blue Jackets de Columbus | LNH        | 66  | 21  | 36  | 7  | - | 3 795  | -  | -  | -  | -     |
| 2005-2006  | Blue Jackets de Columbus | LNH        | 49  | 21  | 25  | -  | 1 | 2 786  | -  | -  | -  | -     |
| 2006-2007  | Lightning de Tampa Bay   | LNH        | 44  | 17  | 18  | -  | 2 | 2 352  | -  | -  | -  | -     |
| 2007-2008  | Lightning de Tampa Bay   | LNH        | 10  | 1   | 5   | -  | 0 | 414    | -  | -  | -  | -     |
| 2007-2008  | Admirals de Norfolk      | LAH        | 32  | 11  | 17  | 2  | 0 | 1832   | -  | -  | -  | -     |
| 2008-2009  | Bulldogs de Hamilton     | LAH        | 46  | 0   | 8   | -  | 0 | 2659   | -  | -  | -  | -     |
| 2008-2009  | Canadiens de Montréal    | LNH        | 1   | 0   | 0   | 0  | 0 | 20     | -  | -  | -  | -     |
| Totaux LNH | Totaux LNH               | Totaux LNH | 349 | 112 | 179 | 28 | 3 | 19 526 | 0  | 0  | 0  | 0     |

## Carrière internationale
Marc Denis a joué pour l'Équipe du Canada de hockey sur glace lors du Championnat du monde de hockey sur glace junior de 1996 et 1997 puis du Championnat du monde de hockey sur glace 2004 et 2006.

## L'après-hockey
Depuis le début de la saison 2011-2012, Marc Denis occupe un poste d'analyste à RDS. Il prend la place de Benoît Brunet et déclare vouloir apporter une valeur ajoutée en faisant remarquer aux gens les détails qu'ils n'ont pas remarqués. Outre ses analyses lors des 82 parties de la saison régulière, Marc Denis rédige des chroniques sur le site de RDS touchant à l'actualité du club de Montréal.
En 2001, Marc Denis et son épouse ont créé une fondation pour aider les enfants de la région du Saguenay-Lac-St-Jean dans le besoin afin d'améliorer leur qualité de vie. Depuis sa création, plus de 300 000 $ ont été remis.